# Hot Sam Pretzel
Hot Sam Pretzel fue una franquicia de bretzels estadounidense.

## Historia
Fue creada por Julius Young, que abrió un primer local en el centro comercial Livonia Mal, en un suburbio de Detroit, Míchigan en 1967. Sus bretzels obtuviedron gran popularidad debido a que eran fáciles de comer mientras se visitaban los cetros comerciales, y la cadena fue creciendo.
En 1971 fue vendida a General Host, propietaria de Frank's Nursery & Crafts. hasta 1986.
Mrs. Fields adquirió Hot Sam Pretzel en 1995, para más tarde adquirir Pretzel Time en 1996, siendo fusionadas las dos cadenas bajo la marca Pretzel Time. Los últimos 10 locales de Hot Sam Pretzel fueron rebautizados en 2005.

## En la cultura popular
Hot Sam Pretzel reapareció en 2018 en un centro comercial en la serie Stranger Things de Netflix, ambientada en los años 80. Se construyó un falso centro comercial llamado Gwinnett en Georgia, cerca de Atlanta, donde se rodó la serie.